# Monte Ladino
Il monte Ladino è una montagna della Val Trompia, situata in Provincia di Brescia. Il suo territorio si trova principalmente nel comune di Lumezzane.
Alta 1352 metri sul livello del mare, elevazione raggiunta sulla cima Corna di Sonclino, la montagna è nota per la battaglia del Sonclino durante la seconda guerra mondiale.
L'anticima nord a fianco della vetta è detta Punta dei quattro comuni (1322 m) in quanto al vertice convergono i confini dei comuni di Lumezzane, Marcheno, Sarezzo e Casto.